# Phoma eupyrena
Espèce
Phoma eupyrena est une espèce de champignons ascomycètes phytopathogènes.
Ce champignon est l'un des agents responsables de la gangrène de la pomme de terre, forme de pourriture sèche qui affecte les tubercules en conservation.